# Ferrissia mcneili
Ferrissia mcneili är en snäckart som beskrevs av Walker 1925. Ferrissia mcneili ingår i släktet Ferrissia och familjen Ancylidae. IUCN kategoriserar arten globalt som livskraftig. Inga underarter finns listade i Catalogue of Life.